# Bronisław Majewski (regionalista)
Bronisław Majewski (ur. 21 sierpnia 1948 roku w Witowach) – autor książek o historii Inowrocławia, inowrocławski regionalista i działacz społeczny, kolekcjoner. 
W latach 2002–2010 napisał 5 książek o historii Inowrocławia. W latach 2003–2007 organizator Biegu Zwycięstwa dla dzieci, młodzieży oraz dorosłych. Na jego zaproszenie gośćmi honorowymi biegu byli polscy sportowcy - lekkoatleci, m.in. Irena Szewińska, Teresa Ciepły, Teresa Sukniewicz, Jan Jaskólski, Edmund Borowski, Bogusław Mamiński, Jacek Wszoła, Kazimierz Zimny, Ryszard Szczepański Andrzej Lasocki, Witold Baran, Michał Joachimowski, Stanisław Grędziński, Zbigniew Makomaski, Zdzisław Hoffmann, Jerzy Kowalski. W 2008 roku bieg zmienił nazwę na Bieg Piastowski, a jego organizację od 2009 roku przejął Urząd Miasta Inowrocławia. W pierwszym Biegu Zwycięstwa brało udział kilkadziesiąt osób, ostatni miał ponad tysiąc uczestników.

W roku 2005 w plebiscycie Expressu Inowrocławskiego został wybrany przez czytelników Inowrocławianinem Roku. W tym samym roku odznaczony został również Krzyżem Kawalerskim Orderu Odrodzenia Polski.

## Wydane książki
- Uroki Starego Inowrocławia (2002), ISBN 83-917242-0-4,
- Historia Solarstwa w Inowrocławiu (2004), ISBN 83-917242-2-0,
- Inowrocław - Jaki Był (2006), ISBN 83-917242-3-9,
- Inowrocław - How It Used To Be (2007), ISBN 83-917242-3-9,
- Tryptyk Inowrocławski, w skład którego wchodzą trzy pierwsze tytuły (2008), ISBN 83-917242-5-5,
- Inowrocław w PRL-u (2010), ISBN 83-917242-6-3.
- M/S Inowrocław (2012), ISBN 978-83-917242-7-9
- Janek. Kangur z Kruka (2014), ISBN 978-83-917242-8-6
- Mistrz Jednego Okrążenia (2017), ISBN 978-83-917242-9-3
- Inowrocław w Średniowieczu (2018), ISBN 978-83-947317-0-0

## Bieg zwycięstwa
Organizowane w latach 2003 do 2007 Biegi Zwycięstwa:
- I Bieg Zwycięstwa. piastino.pl. [zarchiwizowane z tego adresu (2008-08-04)].
- II Bieg Zwycięstwa. piastino.pl. [zarchiwizowane z tego adresu (2008-08-04)].
- III Bieg Zwycięstwa. piastino.pl. [zarchiwizowane z tego adresu (2008-08-04)].
- IV Bieg Zwycięstwa. piastino.pl. [zarchiwizowane z tego adresu (2008-08-04)].
- V Bieg Zwycięstwa. piastino.pl. [zarchiwizowane z tego adresu (2008-08-04)].